# 阿勒尔河畔布赫霍尔茨
阿勒尔河畔布赫霍尔茨（德語：Buchholz (Aller)），简称布赫霍尔茨（德語：Buchholz，發音：[ˈbuːxˌhɔlts] ⓘ），是德国下萨克森州海德县的市镇，面积27.1平方千米，人口为人。